# Liane Moriarty
Liane Moriarty (Sydney, 15 novembre 1966) è una scrittrice australiana.

## Biografia
Liane Moriarty è nata il 15 novembre 1966 a Sydney. Dopo aver lasciato la scuola, ha lavorato nel settore pubblicitario (in particolare nel ramo dell'editoria giuridica), prima di mettersi in proprio come freelance. Dopo aver ottenuto la laurea all'Università di Macquarie di Sydney, pubblica la sua prima opera, Esprimi un desiderio, anzi tre (Three Wishes). In seguito ha pubblicato altri 6 romanzi oltre a volumi per l'infanzia vendendo complessivamente più di sei milioni di copie nel mondo. Dalla sua opera Piccole grandi bugie è stata creata da David E. Kelley una miniserie TV nel 2017, Big Little Lies - Piccole grandi bugie. Moriarty vive a Sydney con il marito e due figli.

## Opere principali

### Romanzi
- Esprimi un desiderio,anzi tre (Three Wishes) (2004), Milano, Sperling & Kupfer, 2006 traduzione di Alessandra Padoan
- The Last Anniversary (2006)
- In cerca di Alice (What Alice Forgot) (2010), Milano, Feltrinelli, 2012 traduzione di Silvia Rota Sperti
- The Hypnotist's Love Story (2011)
- I segreti di mio marito (The Husband's Secret) (2013), Milano, Mondadori, 2015 traduzione di Enrica Budetta
- Piccole grandi bugie (Big Little Lies) (2014), Milano, Mondadori, 2017 traduzione di Enrica Budetta
- Il barbecue (Truly Madly Guilty) (2016), Milano, Mondadori, 2018 traduzione di Enrica Budetta
- Nove perfetti sconosciuti (Nine Perfect Strangers) (2018), Milano, Mondadori, 2019 traduzione di Enrica Budetta
- Mai fidarsi delle apparenze (Apples never falls) (2022), Milano, Mondadori, 2022 traduzione di Enrica Budetta

### Letteratura per ragazzi
- Petronella e i rifiuti spaziali (The Petrifying Problem with Princess Petronella) (2009), Casale Monferrato, Piemme junior, 2009 traduzione di Chiara Mensa
- The Shocking Trouble on the Planet of Shobble (2009)
- The Wicked War on the Planet of Whimsy (2010)

## Filmografia

### Produttrice
- Nine Perfect Strangers - serie TV, 8 episodi (2021)